# Hirohiko Kakegawa
Hirohiko Kakegawa (掛川 裕彦, Kakegawa Hirohiko), né le 11 octobre 1964, est un seiyū. Il travaille pour Aoni Production.

## Rôles

### Série télévisée
• One Piece : Dracule Mihawk et Hamburg

### Film d'animation
- Dragon Ball : L'Armée du Ruban Rouge : Commandant White